# Lembous
Le Lembous est une rivière du sud de la France qui coule dans le département de Tarn-et-Garonne. C'est un affluent du Lemboulas, sous-affluent de la Garonne par le Tarn.

## Géographie
De 16,9 km de longueur, le Lembous prend sa source dans le site des vallées du Quercy Blanc sur la commune de Vazerac. Après un cours dirigé vers le sud-ouest, il se jette en rive droite dans le Lemboulas entre Moissac et Lafrançaise (Tarn-et-Garonne) où il délimite les deux communes.

## Département et communes traversés
- Tarn-et-Garonne : Cazes-Mondenard, Durfort-Lacapelette, Lafrançaise, Sauveterre, Vazerac, Moissac

## Principaux affluents
- le ruisseau de Lanet : 4,7 km
- Le ruisseau de la Mouline : 3,3 km